# Tossal de la Secalla
El Tossal de la Secalla és una muntanya de 1.133 metres que es troba entre els municipis d'Alòs de Balaguer i de Camarasa, a la comarca catalana de la Noguera.